# Ossanda Líber

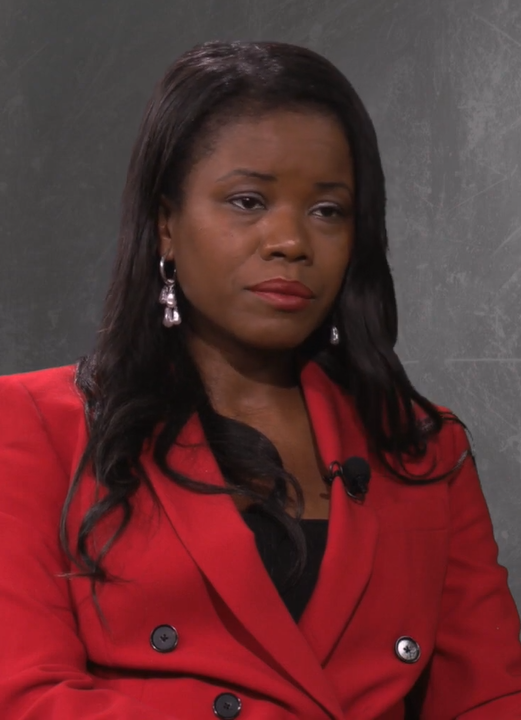
Ossanda Líber

Ossanda Líber João Filipe Cruz dos Santos (Luanda, Angola, 15 de setembro de 1977) é uma política angolano-luso-francesa. É fundadora e atual Presidente do partído político Português Nova Direita.
Foi candidata à Câmara Municipal de Lisboa, nas eleições autárquicas de 2021, pelo movimento cívico "Somos Todos Lisboa".
Depois de se desfiliar do partido Aliança, por onde foi candidata ao círculo eleitoral da Europa, nas eleições legislativas de 2022, e onde era vice-presidente, em 2022 fundou o movimento Nova Direita.

## Biografia
Nascida na capital angolana, estudou direito e se mudou para Paris, em França, onde estabeleceu sua família. Com dificuldades para prosseguir seus estudos universitários em razão da língua estrangeira, mudou-se com o marido e sua filha mais velha para Portugal, primeiramente em Coimbra e finalmente, em 2004, em Lisboa.[carece de fontes?]
Tendo interrompido o curso de direito, Ossanda dedicou-se durante cerca de três anos à produção e escrita audiovisual para cinema, na Restart - Instituto de Criatividade, Artes e Novas Tecnologias, em Lisboa. Foi Diretora do festival de cinema Hola Lisboa. Porém, devido à instabilidade financeiros do setor, Ossanda começou a trabalhar na área de negócios onde investiu em empresas angolanas e portuguesas.
Durante o confinamento da pandemia de COVID-19, Ossanda começou a pensar sobre "o papel da cidade junto às pessoas" e ganhou visibilidade quando se candidatou, pelo movimento independente "Somos Todos Lisboa", à Câmara Municipal de Lisboa. Tornou-se vice-presidente do partido Aliança, renunciando ao cargo e desfiliando-se em fevereiro de 2022.
Em abril de 2022, Ossanda Líber envolveu-se na criação de um novo partido no país, chamado Nova Direita, cujas assinaturas foram entregues ao Tribunal Constitucional em março de 2023. O Partido Nova Direita foi registado pelo Tribunal Constitucional no dia 9 de Janeiro de 2024. 

## Vida pessoal
É casada com Nuno Miguel Cruz dos Santos, vinicultor viseense. É filha de António Pedro Filipe Júnior, médico cardiologista e de Maria José João, psicóloga.[carece de fontes?]
Ossanda Líber é mãe de 4 filhos: Raphaela Forge, nascida em Paris, em 2000; Charlotte Forge, nascida em Lisieux, em 2002; Yann Santos, nascido em Lisboa, em 2015; e Mariana Santos, nascida em Lisboa, em 2017.[carece de fontes?]

## Resultados Eleitorais

### Eleições legislativas
| Data | Partido | Partido | Circulo eleitoral | Posição     | Cl.  | Votos | %             | +/- | Status     | Notas                      | Ref    |
| ---- | ------- | ------- | ----------------- | ----------- | ---- | ----- | ------------- | --- | ---------- | -------------------------- | ------ |
| 2022 |         | A       | Europa            | 1.º (em 2)  | 18.º | 84    | 0,08 / 100,00 |     | Não eleita |                            | [ 10 ] |
| 2024 |         | ND      | Lisboa            | 1.º (em 48) | 13.º | 2 365 | 0,18 / 100,00 |     | Não eleita | Presidente do Nova Direita | [ 11 ] |

### Eleições autárquicas

#### Câmara Municipal
| Data | Partido | Partido           | Concelho | Posição     | Cl. | Votos | %             | +/- | Status     | Notas                          | Ref    |
| ---- | ------- | ----------------- | -------- | ----------- | --- | ----- | ------------- | --- | ---------- | ------------------------------ | ------ |
| 2021 |         | Grupo de Cidadãos | Lisboa   | 1.º (em 17) | 9.º | 864   | 0,36 / 100,00 |     | Não eleita | Movimento "Somos Todos Lisboa" | [ 12 ] |